# 반둔두주

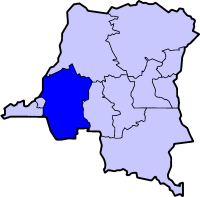
반둔두주의 위치

반둔두주(프랑스어: Province du Bandundu)는 콩고 민주 공화국 서부에 위치했던 주로 주도는 반둔두이며 면적은 295,658km2, 인구는 5,201,000명(1998년 기준), 인구 밀도는 17.6명/km2이다. 2015년 새 헌법에 따라 3개 주(쾅고주, 퀼루주, 마이은돔베주)로 분할되었다. 서쪽으로는 바콩고주와 킨샤사, 북쪽으로는 에카퇴르주, 동쪽으로는 카사이옥시당탈주와 접했다.